# Лесовое (Олевский район)
Лесовое (укр. Лісове) — село на Украине, основано в 1770 году, находится в Олевском районе Житомирской области.
Код КОАТУУ — 1824483602. Население по переписи 2001 года составляет 81 человек. Почтовый индекс — 11028. Телефонный код — 4135. Занимает площадь 0,21 км².

## Адрес местного совета
11001, Житомирская область, Олевский р-н, г. Олевск, ул. Владимирская, 